# Umweltbericht
Ein Umweltbericht ist eine Veröffentlichung, mit der ein Unternehmen oder eine öffentliche Einrichtung seine bzw. ihre Ziele, Maßnahmen und Ergebnisse im Bereich des Umweltschutzes beschreibt. Neben Unternehmen geben z. B. Gebietskörperschaften (Städte, Landkreise) oder Bildungseinrichtungen, die hauptsächlich für Umweltschutzaufgaben zuständigen Ministerien und internationale Organisationen Umweltberichte heraus.

## Allgemeines
Umweltberichte erscheinen in der Regel jährlich und sind grundsätzlich freiwillig. Ein Umweltbericht bildet einen Bestandteil der Informationspolitik und Publizität von Organisationen, ist aber zugleich auch ein Element des Marketings, mit dem Unternehmen und öffentliche Einrichtungen sich und ihr Verständnis gegenüber der natürlichen Umwelt und ihre Umweltleistung darstellen.

## Ziele, Maßnahmen, Struktur
Umweltziele und -maßnahmen bzw. Informationen über diese und ihre Resultate spielen auch für die Beurteilung durch Investoren eine Rolle. In den letzten Jahren ist man daher zunehmend dazu übergegangen, die Umweltberichterstattung als einen Teil von Nachhaltigkeitsberichten zu präsentieren.
Der Umweltbericht hat keine vorgegebene inhaltliche Struktur, doch findet sich darin neben einer Darstellung der Organisation meist ein Abdruck der von ihr formulierten betrieblichen Umweltpolitik bzw. der selbst gesetzten Umweltleitlinien, bei Unternehmen mit Beispielen praktischer Umsetzung aus einzelnen Werken oder Unternehmensbereichen. Häufig ist auch das Umweltprogramm, in dem die Maßnahmen im Bereich des betrieblichen Umweltschutzes aufgeführt und der Zielerfüllungsgrad bzw. der geplante Zeitraum der der Umsetzung angegeben sind, enthalten. Bei öffentlichen Einrichtungen sind insbesondere auch die externen Auswirkungen ihrer Umweltpolitik und Maßnahmen zum Schutz der Umwelt relevant.

## Input/Output-Bilanzen
Im Berichtsanhang findet sich normalerweise auch eine Input/Output-Bilanz (auch Umweltbilanz), in der tabellarisch die Mengen der von der Organisation im Bilanzzeitraum konsumierten Materialien (Rohstoffe, Energie, Wasser) sowie die Emissionen (Wasser, Luft, Boden) aufgeführt sind. Diese Daten basieren bei einigen Unternehmen oder öffentlichen Einrichtungen auf einem systematisch implementierten Stoffstrommanagement.

## EMAS
Für Organisationen, die ein Umweltmanagementsystem nach DIN EN ISO 14001 bzw. nach dem europäischen Eco Management and Audit Scheme (EMAS-Verordnung) aufgebaut haben, ist der Umweltbericht eine schlüssige Weiterführung der dort geforderten Umwelterklärung.

## Ranking
In den Jahren zwischen 1994 und 2000 gab es in Deutschland mehrmals ein Ranking von Umweltberichten durch das Institut für ökologische Wirtschaftsforschung (IÖW) und future e. V. Seit 2005 werden bei diesem Ranking Nachhaltigkeitsberichte verglichen.

## Abgrenzung
Abzugrenzen sind der Umweltbericht und die darin enthaltene betriebliche Umweltbilanz (Input/Output-Bilanz) von der Ökobilanz, die die umweltlichen Auswirkungen eines Produktes beschreibt.
Das Umweltinformationsgesetz (UIG) verpflichtet in § 11 die Bundesregierung, regelmäßig im Abstand von nicht mehr als vier Jahren einen Umweltzustandsbericht vorzulegen. Dieser Bericht soll Informationen über die Umweltqualität und die vorhandenen Umweltbelastungen im Bundesgebiet enthalten. Ende 2015 erschien der Bericht mit dem Titel Umweltbericht 2015, Auf dem Weg zu einer modernen Umweltpolitik. 2019 erschien der Bericht mit dem Titel Umweltbericht 2019, Umwelt und Natur als Fundament des sozialen Zusammenhaltes.
Besondere Pflichten zur Umweltberichterstattung, zur Erhebung, Weitergabe und Veröffentlichung von spezifischen Daten für Zwecke der Umweltpolitik, durch Unternehmen, öffentliche Einrichtungen bzw. Behörden werden in der Verordnung (EG) 166/2006 des Europäischen Parlaments und in mehreren nationalen Umweltgesetzen und Verordnungen geregelt. Hier werden die rechtlichen Grundlagen für ein Europäisches Schadstoffemissionsregister (E-PRTR bzw. EPRTR) geschaffen.